# ميشيل إنريكيز
ميشيل إنريكيز هو لاعب كرة قاعدة كوبي، ولد في 11 فبراير 1979 في نويفا جيرونا في كوبا.

## وصلات خارجية
- ميشيل إنريكيز على موقع مشجعي الرسوم البيانية (الإنجليزية)
- ميشيل إنريكيز على موقع أوليمبيديا (الإنجليزية)